# Baotou Steel
Baotou Steel (Chinees: 內蒙古包鋼鋼聯股份有限公司, Hanyu pinyin: Nèimēnggǔ bāo gang gang lián gǔfèn) is een grote Chinese staal- en mijnbouwgroep en staatsbedrijf uit Baotou in de noordelijke autonome regio Binnen-Mongolië. In 2020 produceerde de groep ruim 15 miljoen ton staal en was daarmee de op dertien na grootste staalproducent van China, alsook een van de grotere in de wereld. Baotou Steel is ook de grootste producent van zeldzame metalen ter wereld.

## Activiteiten

### Staal
Dochteronderneming Inner Mongolia Baotou Steel Union is een grote producent van plaatstaal voor auto's en  witgoed, dikke staalplaten, staaldraad, staven, spoorstaven, betonwapening, naadloze buizen en H-profielen. Het is de grootste vlakstaalproducent in Centraal en West-China.
De staalfabrieken in Baotou hebben acht hoogovens en twaalf oxystaalovens. De ruwstaalproductiecapaciteit bedraagt 17,5 miljoen ton op jaarbasis.
Het ijzererts wordt gedolven in een eigen grote mijn in de buurt. De aanwezigheid van zeldzame metalen in het erts maakt de staalproducten van Baotou Steel sterker.

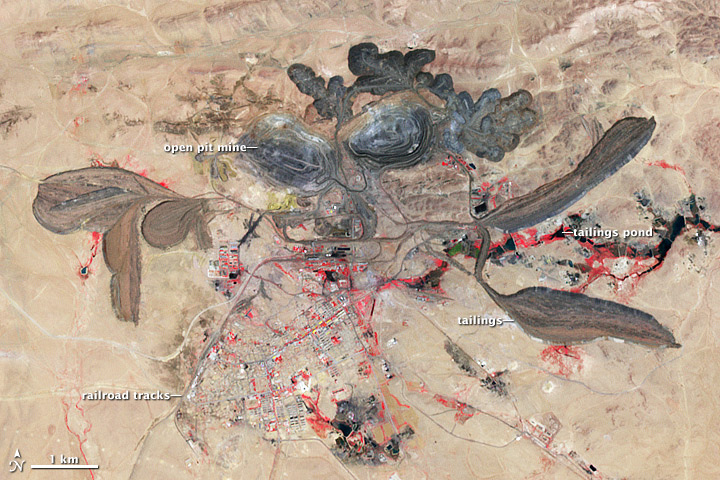
Satellietfoto van Bayan Obo uit 2006 in valse kleuren.

### Zeldzame metalen
Baotou's dochteronderneming China Northern Rare Earth Group is een van China's grote producenten van zeldzame metalen en produceert voornamelijk de lichte metalen. De regio Binnen-Mongolië heeft grote reserves van deze grondstoffen waardoor China met grote voorsprong 's werelds grootste producent is. De groep heeft ook onderdelen in de provincies Gansu en Shandong en omvat een onderzoeksinstelling.
Northern Rare Earth heeft een capaciteit van 120 duizend ton per jaar voor het smelten, scheiden en extraheren van zeldzame metalen en een productiecapaciteit van 10 duizend ton zeldzame metalen per jaar. In 2021 wees de Chinese overheid zo'n 100 duizend ton of twee derde van de jaarlijkse productiequota toe aan Northern Rare Earth, dat daarmee de grootste producent ter wereld is.
Zeldzame metalen worden onder meer gebruikt in de productie van elektronica en magnetische legeringen. Het bedrijf kan jaarlijks ook 41 duizend ton magnetische legeringen produceren. Die worden onder meer toegepast in batterijen en elektrische apparatuur. Door de sterk gestegen vraag van producenten van elektrische voertuigen waren de prijzen van zeldzame metalen in 2021 de hoogte ingeschoten. De omzet uit deze activiteit bedroeg dat jaar zo'n 4,5 miljard Amerikaanse dollar; circa een kwart van de groepsomzet. Northern Rare Earth was toen zowat 18,5 miljard dollar waard op de beurs.
De groep bezit een grote mijn nabij Baotou waar naast ijzererts voor de staalfabrieken ook zeldzame metalen worden ontgint. De Bayan Obo-mijn bevat 80 procent van China's bewezen reserves aan zeldzame metalen en 40 procent van die van de wereld. Bijna de helft van de wereldproductie komt uit deze mijn.

### Andere
Baotou is naast staal en mijnbouw ook actief in de machinebouw, productie van bouwmaterialen, recyclage, logistiek, informatietechnologie, financiële sector, vastgoed, hotelsector en de media.

## Geschiedenis
Baotou Steel werd in 1954 opgericht in Baotou als een van de 156 grote projecten in het Eerste Vijfjarenplan. In de regio zijn grote hoeveelheden steenkool, ijzererts en zeldzame metalen aanwezig. De staalfabrieken werden gebouwd met hulp van de Sovjet-Unie. In 1959 was de eerste hoogoven klaar en op 26 september dat jaar werd het eerste ijzer geproduceerd. In 1961 werd Baotou Steel 8861 Rare Earth Experimental Plant opgericht. In 1963 werd een onderzoeksinstelling opgericht om onderzoek te doen naar de ontginning van de Bayan Obo-mijn. In 1965 waren de staalfabrieken voltooid met een productiecapaciteit van 3 miljoen ton. Er was ook een opslagplaats voorzien voor de residuen van de staalproductie die zeldzame metalen bevatten. Die konden daar dan later uitgehaald worden.
In 1973 werd een nieuwe verwerkingsfabriek voor zeldzame metalen gebouwd. Eind jaren 1980 had die een capaciteit van 24 duizend ton concentraat. China had in 1986 de Verenigde Staten voorbijgestoken als grootste producent van zeldzame metalen.
Eind jaren 1990 werd het bedrijf gereorganiseerd. In 1997 werd de verwerking van zeldzame metalen ondergebracht in Inner Mongolia Baotou Steel Rare Earth High-Tech. 30 procent hiervan werd op de Beurs van Shanghai gebracht. In 2007 werden de andere dochterondernemingen van de groep in de sector erin geïntegreerd. In 1999 werd de staalfabriek ondergebracht in Inner Mongolia Baotou Steel, dat in 2001 eveneens op de Beurs van Shanghai werd genoteerd.
In 2005 werden gesprekken gevoerd met Mittal Steel over een aanzienlijk belang in Baotou Steel. In 2007 sprongen de onderhandelingen af omdat intussen ArcelorMittal een controlerend belang van 50 procent wilde, wat de Chinese overheid niet toestond.
Nog in 2007 deed Baosteel een overnamebod op Baotou. Die gesprekken liepen in 2010 spaak door de tussenkomst van de lokale overheid in Baotou, de eigenaar van Baotou Steel. Lokale overheden doorkruisten wel vaker de plannen van de centrale overheid om de staalindustrie te consolideren uit vrees belastinginkomsten te verliezen.
In 2008 fuseerde Baotou Steel Rare Earth met China Northern Rare Earth. In 2014 nam het bedrijf een belang in vijf kleinere producenten en werd de China Northern Rare Earth Group gevormd. De nieuwe groep was toen een van China's grote zes. De fusie kaderde in de plannen van de Chinese overheid om de sector te consolideren tot enkele grote producenten. Zo wil het land zijn dominantie in de sector behouden nu landen als de Verenigde Staten en Japan proberen minder afhankelijk te worden van China voor deze belangrijke grondstoffen.
In 2019 werden de voormalige voorzitters Cui Chen en Zhou Bingli veroordeeld tot 18 en 11 jaar cel voor corruptie. Cui leidde Baotou Steel van 2007 tot 2010 en zou in die periode steekpenningen hebben aangenomen in ruil voor gunstige voorwaarden bij de overname van Huamei Rare Earth High-Tech.